# Rue des Pavillons
La rue des Pavillons est une voie du 20e arrondissement de Paris, en France.

## Situation et accès
La rue des Pavillons est une voie publique située dans le 20e arrondissement de Paris. Elle débute au 1, impasse des Chevaliers et se termine au 45, rue de la Duée.

## Origine du nom

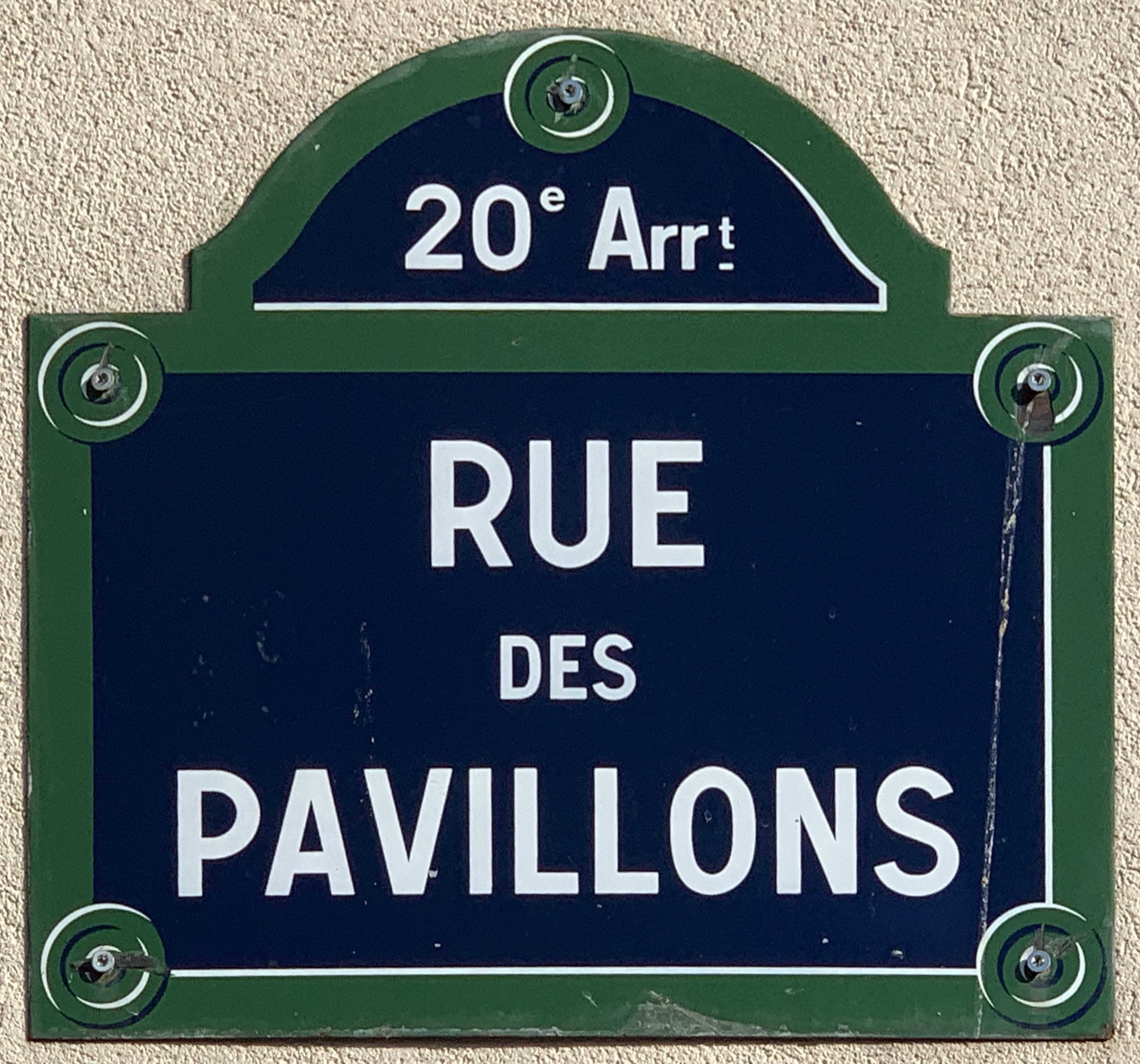
Plaque de la rue.

Elle porte ce nom parce que la voie faisait partie de l'ancien fief de Maulny, anciennement dénommé « le Pavillon ».

## Historique
Cette voie de l'ancienne commune de Belleville indiquée sur le plan de Roussel de 1730 reçut sa dénomination actuelle vers 1840 puis est classée dans la voirie parisienne en vertu du décret du 23 mai 1863.
Un arrêté de déclassement du 25 mai 1970 portant sur une longueur de 50 m environ à partir de la rue Pixérécourt a été annulé par l'arrêté municipal du 7 juin 1993.